# Alex Alves
Alexandro „Alex“ Alves do Nascimento (* 30. Dezember 1974 in Campo Formoso, Bahia; † 14. November 2012 in Jaú, São Paulo) war ein brasilianischer Fußballspieler.

## Karriere
Alex Alves begann seine Karriere 1993 in Bahias Hauptstadt Salvador beim EC Vitória. Von 1994 bis 1995 spielte er für die SE Palmeiras und 1996 für EC Juventude und Portuguesa. Anschließend wechselte er zum Cruzeiro EC.
Er kam 1999 für eine Ablösesumme von ungefähr 15,2 Millionen Mark zu Hertha BSC, wo er jedoch nie richtig Fuß fasste. Mit einem 52 Meter weiten Fernschuss aus dem Mittelkreis gelang Alves für Hertha BSC im Jahr 2000 das Tor des Jahres. Trotz einiger gelungener Spiele kam er vor allem auch wegen seiner wiederholten Eskapaden in die Schlagzeilen. Wiederholt stoppte ihn die Polizei beim Fahren ohne eine gültige Fahrerlaubnis. Nach seiner insgesamt durchwachsenen Bundesligazeit (81 Spiele, 25 Tore) trennte sich Hertha im Mai 2003 von ihm, obwohl Alves noch einen gültigen Vertrag bis zum Ende der Saison 2004 hatte. Der Verein erklärte sich sogar bereit, einen Teil des vereinbarten Gehalts weiterzuzahlen. Nach seinem Abgang aus Berlin ging der Stürmer zu Atlético Mineiro, wo er wegen Undiszipliniertheiten Ende 2003 entlassen wurde. Später bezeichnete er diesen Wechsel zurück nach Brasilien als „… schlimmste Entscheidung für meine Karriere“. Sein nächster Verein war CR Vasco da Gama. Dort wurde er nach siebenmonatiger Tätigkeit ebenfalls entlassen. 2005 spielte er wieder für den EC Vitória. Im Januar 2007 wechselte er zu Boavista SC aus Saquarema im Bundesstaat Rio de Janeiro. Von Juni 2007 an hielt Alves sich zunächst wieder in Deutschland auf, wo er sich beim Zweitligisten Alemannia Aachen fit hielt. Im Februar 2008 ging er zu Fortaleza EC im brasilianischen Bundesstaat Ceará. Dort hielt es ihn allerdings wieder nicht lange. Bereits im März 2008 entschloss sich Alves, wieder nach Europa zu wechseln, diesmal zum griechischen Zweitligisten AO Kavala.
Nachdem 2008 eine vermeintliche Leukämieerkrankung bei ihm diagnostiziert worden war, beendete er seine Karriere nach der Saison 2008/09. 2010 feierte er nochmals eine Rückkehr bei União EC in der Campeonato Mato-Grossense de Futebol, wo er aber aufgrund seiner Krankheit seine Karriere endgültig beenden musste. Alves hatte zunächst nicht die nötigen finanziellen Mittel für eine Stammzelltransplantation und hatte sich erfolglos einer Chemotherapie unterzogen. Erst im Oktober 2012 fand eine Knochenmarktransplantation statt, Spender war einer seiner Brüder. Am 14. November 2012 starb Alves im Alter von 37 Jahren an den Folgen der seltenen Knochenmarkserkrankung paroxysmale nächtliche Hämoglobinurie. Die anfängliche Vermutung einer Leukämie bestätigte sich nicht. Er hinterließ eine Tochter aus einer geschiedenen Ehe.

## Erfolge
Vitória
- Staatsmeisterschaft von Bahia: 1992, 2005

Palmeiras
- Campeonato Brasileiro de Futebol: 1994

Cruzeiro
- Recopa Sudamericana: 1998
- Staatsmeisterschaft von Minas Gerais: 1998
- Copa Centro-Oeste: 1999
- Copa dos Campeões Mineiros: 1999

Hertha Berlin
- DFL-Ligapokal: 2001, 2002

Fortaleza
- Staatsmeisterschaft von Ceará: 2008

## Auszeichnungen
- Torschützenkönig Staatsmeisterschaft von Bahia: 1994 (20 Tore)